# Брідж-стріт (Мангеттен)
Брідж-стріт (англ. Bridge Street) — вулиця у фінансовому районі Нижнього Манхеттена в Нью-Йорку, що проходить у двох кварталах від Стейт-стріт на заході до Брод-стріт на сході. Вона перетинає Вайтголл-стріт.
Найближчою до Брідж-стріт станцією метрополітену є Уайтхолл-стріт — Саут-Феррі.

## Історія
У середині 17 століття в місті Новий Амстердам нідерландські поселенці створили канал під назвою англ. Heere Gracht (Джентльменський канал). Після завоювання Нових Нідерландів англійці перейменували її на Брод-стріт в 1692 році. Один із трьох мостів, що перетинали Джентльменський канал у той час, знаходився в кінці Брод-стріт. Назва вулиці з часом була англізована на Брідж-стріт.